# Bates' paradijsmonarch
De Bates' paradijsmonarch (Terpsiphone batesi) is een zangvogel uit het geslacht Terpsiphone en de familie Monarchidae (monarchen). De naam van deze vogel verwijst naar zijn ontdekker, de Amerikaanse ornitholoog George Latimer Bates. 

## Verspreiding en leefgebied
Deze soort komt voor in centraal Afrika en telt twee ondersoorten:
- T. b. batesi: van zuidelijk Kameroen en Gabon tot oostelijk Congo-Kinshasa.
- T. b. bannermani: Congo-Brazzaville, zuidwestelijk Congo-Kinshasa en noordelijk Angola.

## Status
De grootte van de populatie is niet gekwantificeerd maar de soort wordt omschreven als algemeen tot zeer algemeen. Op de Rode lijst van de IUCN heeft deze soort de status niet bedreigd.